# Paweł Strehlau
Paweł Strehlau (ur. 1936 w Starogardzie Gdańskim, zm. 10 września 2017) – polski fotograf, pedagog, sportowiec. Członek założyciel Starogardzkiego Towarzystwa Fotograficznego. Członek rzeczywisty Polskiego Towarzystwa Fotograficznego. Prezes Zarządu Okręgowego Polskiego Związku Podnoszenia Ciężarów w Gdańsku. Członek Zarządu Polskiego Związku Podnoszenia Ciężarów w Warszawie.

## Życiorys
Paweł Strehlau był absolwentem Akademii Wychowania Fizycznego w Warszawie (1957), związany z pomorskim środowiskiem sportowym oraz fotograficznym – fotografował od końca lat 50. XX wieku. Miejsce szczególne w jego twórczości zajmowała fotografia dokumentalna, fotografia pejzażowa oraz fotografia przyrodnicza. W 1961 został przyjęty w poczet członków rzeczywistych Polskiego Towarzystwa Fotograficznego. Był uczestnikiem wielu prezentacji, wystaw fotograficznych – między innymi w ramach przynależności do PTF. Był autorem i współautorem wielu wystaw fotograficznych; zbiorowych oraz indywidualnych. 
Za aktywną działalność społeczną (m.in. na niwie fotografii) oraz zawodową został odznaczony (między innymi) Złotym Krzyżem Zasługi, Krzyżem Kawalerskim Orderu Odrodzenia Polski, Medalem Komisji Edukacji Narodowej. 
W 2007 roku był inicjatorem oraz współzałożycielem Starogardzkiego Towarzystwa Fotograficznego, późniejszego członka zbiorowego Fotoklubu Rzeczypospolitej Polskiej Stowarzyszenia Twórców. Obecnie towarzystwo nazwano jego imieniem – i nosi nazwą Starogardzkie Towarzystwo Fotograficzne im. Pawła Strehlaua. W 2009 otrzymał nominację do nagrody Prezydenta Miasta Starogardu Gdańskiego – Wierzyczanki, w kategorii Kultura.
Paweł Strehlau zmarł 10 września 2017, pochowany 14 września (uroczystości pogrzebowe odbyły się w kościele pod wezwaniem św. Wojciecha w Starogardzie Gdańskim).

## Odznaczenia
- Złoty Krzyż Zasługi
- Krzyż Kawalerski Orderu Odrodzenia Polski
- Medal Komisji Edukacji Narodowej

Źródło